# Il potere e la gloria
Il potere e la gloria (The Power and the Glory o The Labyrinthine Ways, negli USA) è un romanzo dello scrittore inglese Graham Greene pubblicato nel 1940. Il titolo è una allusione alla dossologia recitata al termine del Padre nostro: «perché tuo è il Regno, la potenza e la gloria nei secoli dei secoli». 
Il libro racconta la storia di un prete cattolico rinnegato, soprannominato "padre whisky", che vive nello stato messicano di Tabasco negli anni trenta del XX secolo, quando il Governo del Messico di Plutarco Elías Calles tentò di sradicare la Chiesa Cattolica nel Paese. Tale legislazione repressiva della fede cattolica - mossa da intenti anticlericali e atei - condusse alla Guerra cristera (1927-1929), così chiamata perché i suoi combattenti inneggiavano lo slogan "Viva Cristo Rey".

## Genesi
Greene visitò il Messico dal gennaio al maggio 1938, in cerca di materiale per scrivere un saggio sulla persecuzione religiosa della Chiesa Cattolica, che egli aveva intenzione di scrivere fin dal 1936. Tali oppressioni furono particolarmente dure nello stato del Tabasco, retto dal governatore Tomás Garrido Canabal, un viscerale ateista anticlericale. Egli chiuse tutte le Chiese dello Stato, costrinse tutti i preti a sposarsi e a rigettare i loro paramenti sacerdotali. Graham Greene chiamò questa «la più feroce persecuzione religiosa dai tempi di Elisabetta» e raccontò i suoi viaggi nel Tabasco in "Le vie senza legge" (The Lawless Roads), un libro pubblicato nel 1939. I personaggi principali descritti nel romanzo sono ispirati a persone reali incontrate nel suo viaggio; il personaggio del religioso alcolizzato gli fu raccontato dalla gente: era un prete che per dieci anni aveva vissuto in fuga dalle autorità nascondendosi nelle foreste e nelle paludi, e uscendo solo la notte. Per il protagonista si servì anche della figura del prete gesuita Miguel Agustín Pro, giustiziato senza processo su false accuse nel 1928.

## Trama
Il romanzo racconta la vicenda di un sacerdote cattolico - mai nominato per nome -  nel Messico del 1930, quando è in corso nel paese una feroce persecuzione anticattolica: il prete, già parroco di un villaggio di campagna, è costretto alla clandestinità e a una continua fuga da un tenente dell'esercito il quale, alla testa dei suoi uomini, gli dà la caccia. È una ricerca senza sosta che porta a prendere ostaggi nei villaggi in cui si crede che il prete sia passato, all'uccisione di innocenti, a una forte taglia che qualifica il prete alla stregua del famigerato "gringo", un americano che attraversò lo stato uccidendo anche donne e bambini.
Il prete insegue la propria sopravvivenza come un atto umano ineluttabile. Nonostante sia oppresso dal peso dei propri peccati per cui riterrebbe in fondo giusto di essere punito. È infatti un "prete dell'acquavite", un prete ubriacone, che in un momento di abbandono all'alcol ha avuto un rapporto sessuale con una donna da cui è poi nata una figlia. Tutti questi sono ricordi degli anni passati, degli anni dell'abbondanza, quando aveva orgoglio e avidità di potere. A quei tempi non sospettava certo che sarebbe diventato un martire. E in fondo nel corso del libro altri lo vedono così, ma da sé stesso non si dà mai questa definizione. 
Infine, viene catturato con l'inganno: un cristiano rinnegato lo raggiunge e gli chiede di recarsi a confessare un moribondo. E non un moribondo qualsiasi, ma proprio il "gringo". Pur sospettando che si tratti di una trappola, il prete acconsente per non tradire ancora una volta la propria vocazione, e si reca nel luogo in cui lo attendono i soldati. Dopo aver provato in ogni modo a far pentire l'assassino americano segue i soldati nel luogo dove sarà fucilato pochi giorni dopo, tremante di paura sia nella prospettiva del dolore dell'ultimo istante di vita, sia della collera di Dio per non essere riuscito a confessarsi, non essendoci altri preti.
Memorabili i personaggi che il sacerdote incontra nel corso della sua fuga, come padre José, ex-prete che gli fa da contro-bilancia e che è stato mantenuto in vita solo perché ha deciso di diventare laico e di sposarsi, ma che vivrà per sempre nel senso di colpa, circondato da beffe e in stato di codardo servilismo. Oppure il tenente che poi lo troverà e lo farà fucilare, che in realtà scopriamo avere una certa ingenua bontà. Egli è estremamente convinto che il male del paese sia stata la religione e, scoprendo i suoi pensieri, troviamo un amore immenso e universale verso il suo popolo, che egli crede di star salvando dalla povertà e dall'ignoranza.

## Reazioni
L'opera destò scandalo e fu oggetto di un vivace dibattito all'interno della Chiesa Cattolica. Le implicazioni teologiche del personaggio di un prete alcolizzato erano poco ortodosse, sicuramente nella Chiesa Cattolica Romana di allora, più rigida e dogmatica di quella odierna. Il libro, pur fatto oggetto di indagine da parte del Sant'Uffizio, non fu mai messo all'Indice, anche grazie all'intervento dell'allora monsignor Montini - futuro papa Paolo VI - che manifestò apertamente la sua stima nei confronti dell'autore. Alla fine, Greene sintetizzò così la vicenda: «il prezzo della libertà, anche nella Chiesa, è l'eterna vigilanza, ma io mi domando se uno qualsiasi degli Stati totalitari, sia di destra o di sinistra, mi avrebbe trattato con la stessa gentilezza».
Lo scrittore francese François Mauriac scrisse che si trattava di «un libro straordinario dove il peccato si fa strumento della grazia».

## Adattamenti
Liberamente ispirato al romanzo, tra l'altro senza citare il paese dell'ambientazione della vicenda, fu il film La croce di fuoco (The Fugitive) del 1947, con Henry Fonda nella parte del sacerdote e Pedro Armendáriz nella parte del persecutore.
De Il potere e la gloria ci fu una versione teatrale di Denis Cannan e Pierre Bost, adattata in italiano da Luigi Squarzina, presentata al Festival di San Miniato il 24 agosto 1955 e trasmessa in diretta dalla Rai. In data 2 aprile 1965 fu trasmesso lo stesso adattamento con la regia di Mario Ferrero. In entrambe le versioni il protagonista era Aroldo Tieri ma con cast variati.

## Edizioni italiane
- Il potere e la gloria, traduzione di Elio Vittorini, Milano, Arnoldo Mondadori Editore, 1945-2000. - Mondadori-De Agostini, 1986; Milano, Garzanti, 1988; Famiglia Cristiana-San Paolo, 1997.
- Il potere e la gloria, in Romanzi, vol. I, traduzione di Adriana Bottini, a cura di Paolo Bertinetti, Collezione I Meridiani, Milano, Mondadori, 2000.
- Il potere e la gloria, traduzione di A. Bottini, Collana Oscar classici moderni n.27, Milano, Mondadori, 2001. - Postfazione di John Updike, con uno scritto di don Luigi Ciotti, Collana Oscar moderni.Cult, Mondadori, 2020.